# Retrat de donant

Aquesta Nativitat de Rogier Van der Weyden mostra el donant elegantment vestit integrat a l'escena principal, a la taula central d'un tríptic.

Un retrat de donant o retrat votiu és un retrat o una pintura més gran que mostra la persona que va encarregar i pagar la imatge, o un membre de la seva família. Al retrat de donant apareix representat el donant o comitent sol, com una secció d'una obra més gran, mentre que el votiu sovint pot referir-se a una obra d'art sencera, incloent, per exemple, una Madonna amb un donant pregant als seus peus. Els termes no són utilitzats molt coherentment pels historiadors d'art, com assenyala Angela Marisol Roberts, i també pot ser utilitzat per temes religiosos més petits que probablement varen estar fets per tenir-los el donant més que per a ser donats a una església.
Els retrats de donant són molt comuns entre les obres d'art religioses, especialment en la pintura de l'edat mitjana i el renaixement, on el donant normalment es mostra agenollat a un costat, en primer pla de la imatge. Fins i tot al renaixement tardà, en aquests retrats els personatges es representen a una escala més petita que les figures principals, en desafiant les regles de la perspectiva, especialment quan es mostra una família sencera,. A mitjan segle xv els donants varen començar a ser mostrats integrat a l'escena principal, com un personatge més i fins i tot participants.